# Liste von Persönlichkeiten der Stadt Poltawa
Die folgende Liste enthält Personen, die in Poltawa geboren wurden sowie solche, die zeitweise dort gelebt und gewirkt haben, jeweils chronologisch aufgelistet nach dem Geburtsjahr. Die Liste erhebt keinen Anspruch auf Vollständigkeit.

## In Poltawa geborene Persönlichkeiten

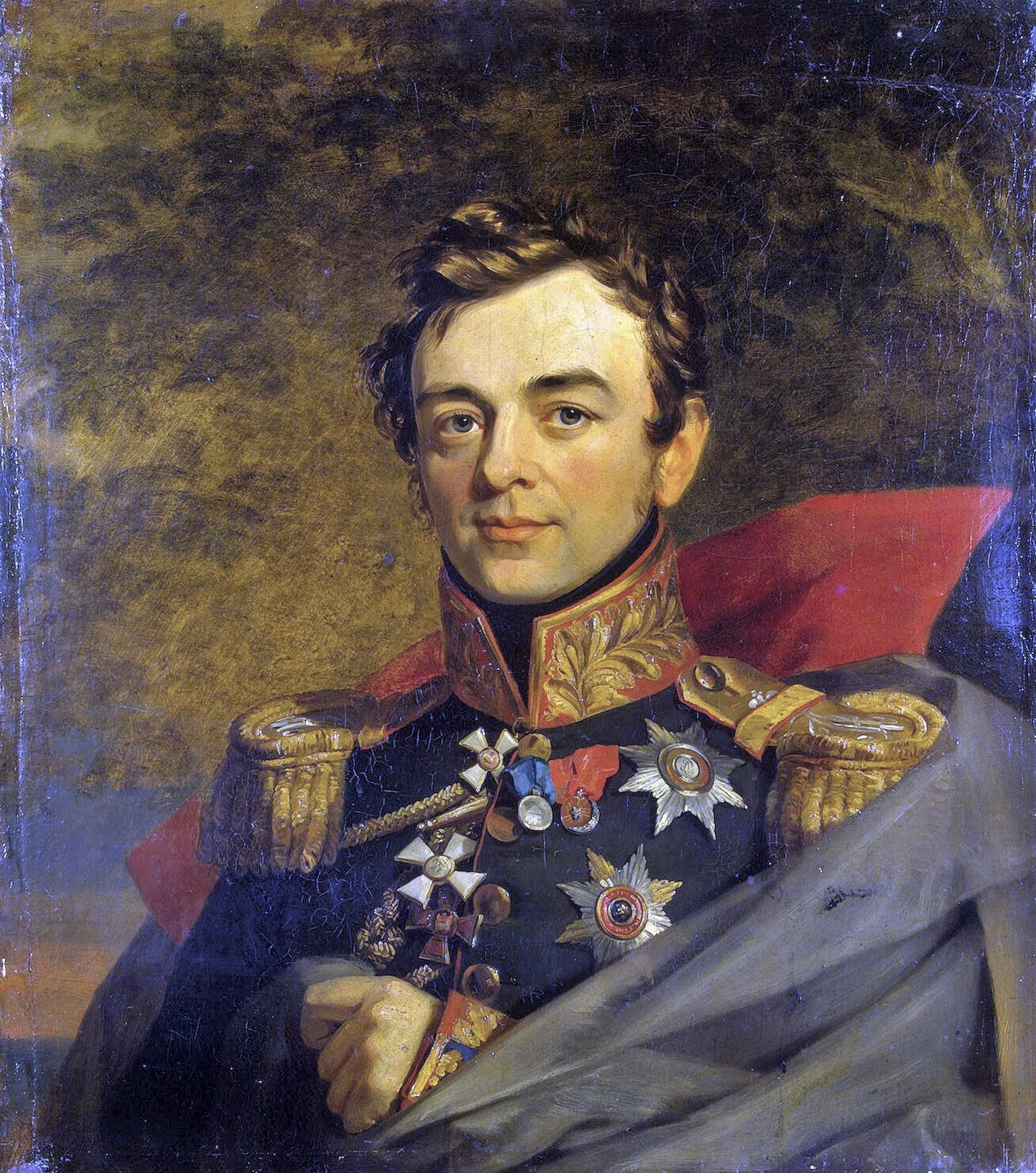
Iwan Paskewitsch

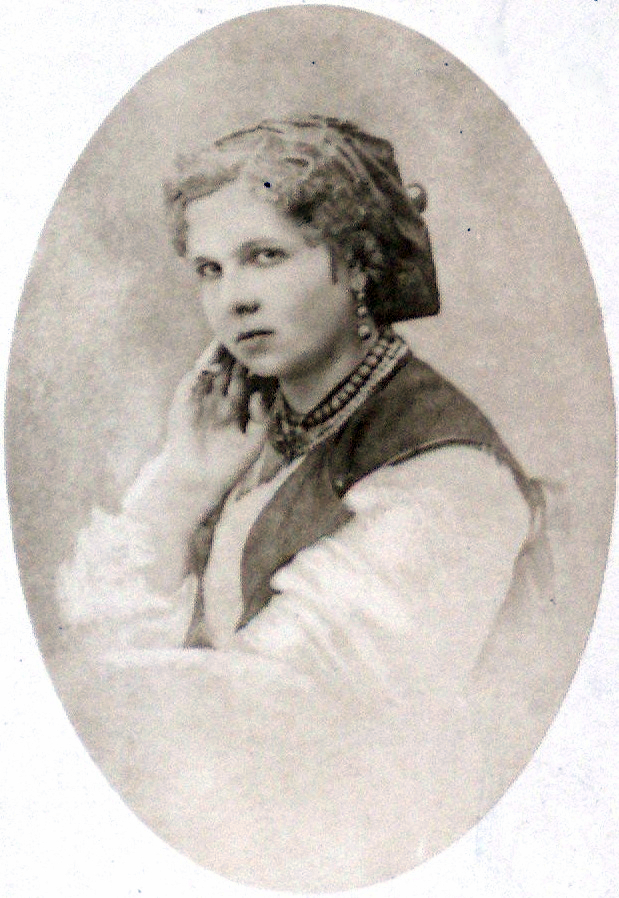
Jelysaweta Myloradowytsch

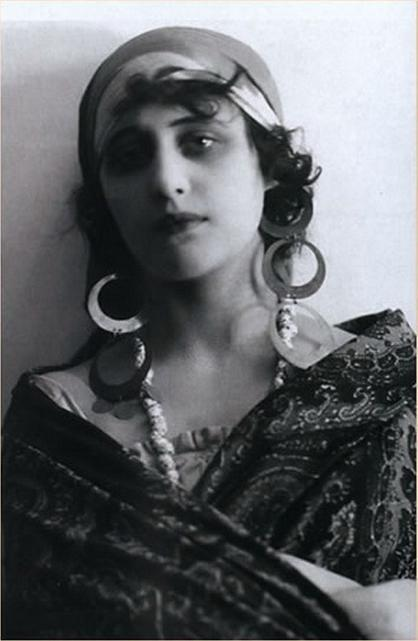
Wera Cholodnaja

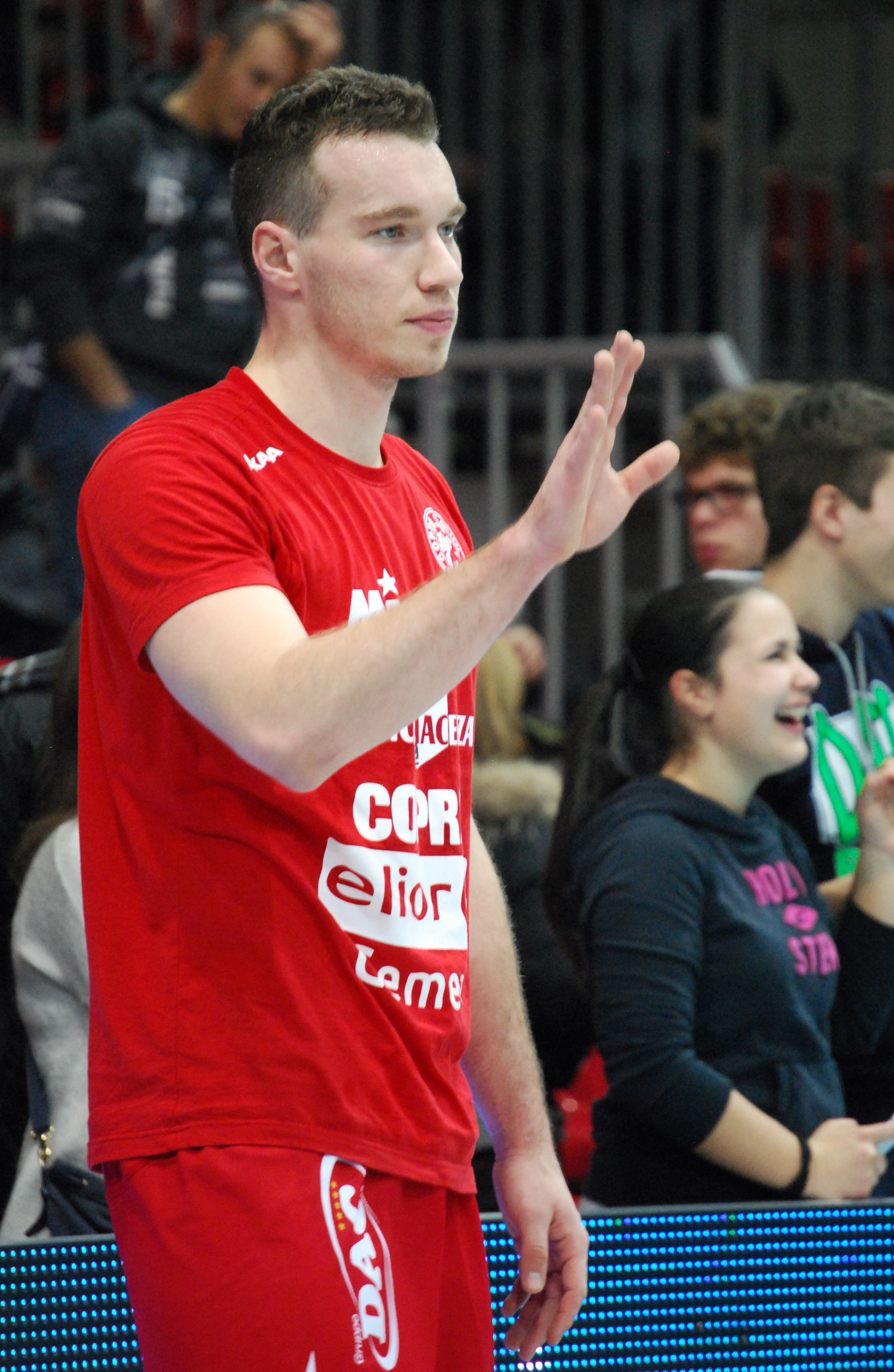
Denis Kaliberda

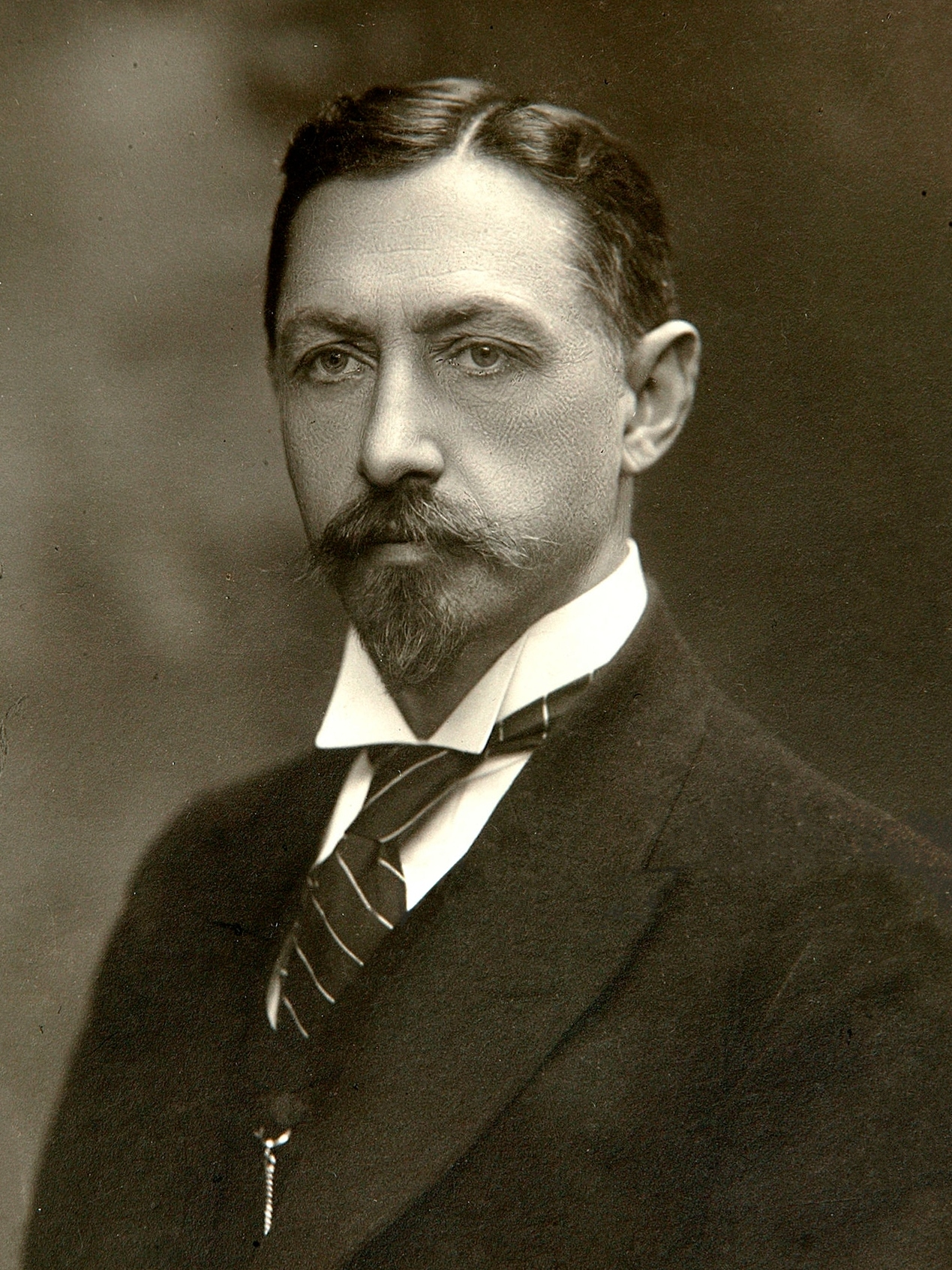
Iwan Bunin

### Bis 1900
- Iwan Kotljarewskyj (1769–1838), Dichter
- Iwan Paskewitsch (1782–1856), Graf Eriwanski, Fürst von Warschau, russischer Generalfeldmarschall
- Nikolai Gneditsch (1784–1833), russischer Dichter und Übersetzer
- Michail Ostrogradski (1801–1862), Mathematiker
- Nikolai Wassiljewitsch Waradinow (1817–1886), Jurist
- Jelysaweta Myloradowytsch (1832–1890),  Mäzenin, Aktivistin und Persönlichkeit des öffentlichen Lebens
- Wassili Bilbassow (1837–1904), Historiker und Publizist
- Nikolai Jaroschenko (1846–1898), russischer Maler
- Mykola Pyltschykow (1857–1908), ukrainischer Physiker, Hochschullehrer und Erfinder
- Nikolai von Stempel (1861–1947), russischer Generalleutnant
- Wassili Leonidowitsch Omeljanski (1867–1928), Mikrobiologe
- Lew Chintschuk (1868–1944), sowjetischer Diplomat
- Iwan Steschenko (1873–1918), Übersetzer, Schriftsteller und Politiker
- Alexander Gurwitsch (1874–1954), russischer Mediziner und Biologe, gilt als Begründer der heutigen Biophotonik
- Anatoli Lunatscharski (1875–1933), russischer Volkskommissar für das Bildungswesen (NARKOMPROS)
- Gregori Chmara (1878–1970), Schauspieler
- Symon Petljura (1879–1926), Politiker
- Elias Tcherikower (1881–1943), Historiker
- Jizchak Ben Zwi (1884–1963), israelischer Politiker und Staatspräsident Israels
- Konstantin Kalinin (1885–??), Sportschütze
- Aharon Reuveni (1886–1971), israelischer Schriftsteller
- Michael Gitowsky (1888–1945), Opernsänger
- Samuel Slavson (1890–1981), US-amerikanischer Ingenieur, Journalist, Lehrer
- Moura Budberg (1891–1974), russische Baronin, Geliebte berühmter Männer wie Maxim Gorki, im Verdacht Spionin zu sein
- Wladimir Gaidarow (1893–1976), russischer Schauspieler
- Wera Cholodnaja (1893–1919), ukrainische Schauspielerin
- Juri Kondratjuk (1897–1942), ukraïnischer und sowjetischer Ingenieur, Theoretiker der Raumfahrt
- Arieh Elhanani (1898–1985), Architekt, Graphiker und Bildhauer
- Mstyslaw (1898–1993), ukrainischer Kirchenführer (bürgerlicher Name: Stepan Skrypnyk)
- Georges Neveux (1900–1982), russisch-französischer Schriftsteller, Dramatiker und Drehbuchautor

### 1901 bis 1950
- Lev Černosvitov (1902–1945), tschechischer Zoologe
- Michał Kondracki (1902–1984), polnischer Komponist
- Dmitri Iwanenko (1904–1994), russischer Physiker
- León Zuckert (1904–1992), kanadischer Geiger, Bratschist, Dirigent und Komponist
- Semen Braude (1911–2003), Physiker und Radioastronom
- Karel Liška (1914–1987), tschechischer Maler
- Wjatscheslaw Kondratjew (1920–1993), sowjetisch-russischer Schriftsteller, Dichter, Prosaautor und Grafiker
- Igor Lopatin (1923–2012), ukrainisch-belarussischer Biologe und Zoologe
- Wolodymyr Iwaschko (1932–1994), sowjetisch-ukrainischer Politiker
- Leonid Bartenjew (1933–2021), sowjetischer Leichtathlet
- Wolodymyr Sawtschenko (1933–2005), Science-Fiction-Autor
- Schanna Prochorenko (1940–2011), russische Schauspielerin
- Tamara Pangelowa (* 1943), sowjetische Mittel- und Langstreckenläuferin
- Mark Aizikovitch (1946–2013), deutsch-ukrainischer Klezmersänger und Schauspieler

### Ab 1951
- Toma Birmontienė (* 1956), litauische Richterin am Verfassungsgericht
- Leonid Koschara (* 1963), Diplomat und Politiker
- Andrij Krasnjaschtschych (* 1970), Schriftsteller, Philologe und Herausgeber
- Wiktorija Werschynina (* 1971), Weitspringerin
- Verka Serduchka (* 1973), Musiker und Kabarettist
- Illja Kywa (1977–2023), Politiker
- Sascha Putrja (1977–1989), Jungkünstlerin
- Alina Treiger (* 1979), deutsche liberale Rabbinerin
- Ruslan Rotan (* 1981), Fußballspieler
- Serhij Ljubtschenko (* 1984), Handballspieler
- Denis Kaliberda (* 1990), deutscher Volleyballspieler
- Bohdana Anissowa (* 1992), Volleyballspielerin
- Oleksandr Chyschnjak (* 1995), Boxer

## Personen mit Bezug zu Poltawa
- Nikolai Repnin-Wolkonski (1778–1845), Generalleutnant der russischen Armee; Gouverneur von Poltawa.
- Iwan Saizew (1805–1887), russischer Maler; unterrichtete Malerei und gründete das Poltawa-Institut für edle Jungfrauen in Poltawa.
- Hryhorij Markewytsch (1849–1923), Schriftsteller, Volkskundler, Journalist und Herausgeber; lehrte am Poltawa-Institut für edle Jungfrauen.
- Iwan Bunin (1870–1953), russischer Schriftsteller, Nobelpreisträger für Literatur; lebte von 1892 bis 1895 in Poltawa.
- Anton Makarenko (1888–1939), sowjetischer Pädagoge; studierte in Poltawa.
- Rachel Bluwstein (1890–1931), hebräische Dichterin und Zionistin; wuchs in Poltawa auf.
- Sinaida Aksentjewa (1900–1969), Geophysikerin und Astronomin; leitete das  Gravimetrische Observatorium in Poltawa.
- Marussja Tschuraj, legendäre Dichterin und Sängerin. Wurde angeblich in Poltawa geboren und in der Stadt wurde eine Statue von ihr errichtet.